# Masa puntual
En física, la masa puntual es la máxima idealización posible de un cuerpo real: se imagina que su masa se concentra en su centro de gravedad. Esto simplifica la descripción de su movimiento. Esta idealización resulta adecuada a efectos de cálculo cuando la trayectoria del cuerpo es grande comparada con las dimensiones del cuerpo y la forma del mismo es irrelevante para su trayectoria (esto falla cuando existen efectos aerodinámicos importantes, por ejemplo).
La rama del física que trata del movimiento de la masa puntual se llama dinámica del punto material. El cuerpo se considera un punto matemático al que se le asocia una masa no nula, quizás también una carga eléctrica. No se tienen en cuenta las propiedades relacionadas con su no-puntualidad (su extensión), como las dimensiones, el volumen, la forma y la deformabilidad. En particular, un punto de masa no tiene grados de libertad de rotación. Sin embargo, puede tener un momento angular intrínseco.

### Masa puntual física

Un ejemplo de masa puntual graficada en una cuadrícula. La masa gris puede simplificarse a una masa puntual (el círculo negro). Resulta práctico representar la masa puntual como un pequeño círculo o punto, ya que un punto real es invisible.

#### Aplicación
Un uso común de las masas puntuales es el análisis de los campos gravitatorios. Al analizar las fuerzas gravitatorias de un sistema, resulta imposible tener en cuenta cada unidad de masa de forma individual. Sin embargo, un cuerpo esféricamente simétrico afecta gravitatoriamente a los objetos externos como si toda su masa estuviera concentrada en su centro.